# Joaquín Gallego
 Joaquín Gallego (General Villegas, 21 de novembro de 1996) é um jogador de voleibol argentino que atua na posição de central, com marca de alcance de 343 cm no ataque e 323 no bloqueio

## Carreira

### Clube
Revelado nas categorias de base do Bolívar Voley, integrou o elenco profissional desde 2014 até 2016, sendo vice-campeão da Liga A1 Argentina nas temporadas 2014-15 e 2015-16; mais tarde reforçou o  Alianza Jesús María no período de 2016-17,  sendo contratado
, na jornada seguinte atuou pelo Ciudad Voley; reforçando o  UNTreF Vóley nas competições de 2018-19, e na temporada 2019–20 jogou pelo Obras de San Juan.e por este também disputou a Copa Libertadores de Voleibol.
No período de 2020-21, jogou pela primeira vez num clube estrangeiro, pelo clube espanhol Rotogal Boiro destacando-se como maior bloqueador, com 93 pontos no fundamento. Em 2021, permaneceu na Europa e transferiu-se para o Sporting CP permanecendo até 2023.
Foi anunciado para atuar no time polonês Ślepsk Suwałki para temporada 2023-24. 

### Seleção
Pelas categorias de base, competiu na edição do Campeonato Sul-Americano Infantojuvenil de 2012, este sediado em Santiago, Chile, e conquistou a medalha de prata, e alcançou a sexta posição no Mundial Infantojuvenil de 2013 nas cidades mexicanas de Tijuana e Mexicalie também disputou a edição do Campeonato Sul-Americano Juvenil na cidade de Saquarema, Brasil, obtendo o vice-campeonato e foi premiado como segundo melhor central do campeonato.
Em 2015 foi convocado para Seleção Argentina Sub-23 para disputar edição do Campeonato Mundial Sub-23 de 2015 em Dubai, nos Emirados Árabes Unidos, vestindo a camisa #4 encerrou na sexta colocação
e competiu também neste ano no Campeonato Mundial Juvenil realizado nas cidades mexicanas de  Mexicali e Tijuana
conquistando a medalha de prata.
Pela seleção adulta disputou a Copa Pan-Americana de 2016 na Cidade do Méxicoconquistando o vice-campeonato.Em 2018, foi titular pela primeira vez na seleção que se preparava para o Mundial e ocasião foi convocado pelo técnico Julio Velasco; ainda conquistou os títulos da Copa Pan-Americano em Córdoba; e dos Jogos Pan-Americanos em Lima de 2019, obteve em 2019, o vice-campeonato da Copa Pan-Americana em Colima.
Em 2019 foi convocado pelo técnico Marcelo MéndezFoi vice-campeão do Campeonato Sul-Americano nas edições de 2019 e 2021Em 2022 e 2023 foi convocado pelo técnico Marcelo Méndez, disputou a Liga das Nações, neste mesmo ano esteve no elenco nacional que conquistou a histórica medalha de ouro no Campeonato Sul-Americano em  Recife

## Títulos
Bolívar Voley
- Supercopa Argentina: 2015
- Copa Argentina: 2015

Ciudad Voley
- Copa Argentina:2018

Sporting CP
- Taça da Federação Portuguesa: 2022–23

## Clubes
| Anos      | Clube               |
| --------- | ------------------- |
| 2011–2016 | Bolívar Voley       |
| 2016–2017 | Alianza Jesús María |
| 2017–2018 | Ciudad Voley        |
| 2018–2019 | UNTreF Vóley        |
| 2019–2020 | Obras de San Juan   |
| 2020–2021 | Rotogal Boiro       |
| 2021–2023 | Sporting CP         |
| 2023–     | Ślepsk Suwałki      |

## Prêmios individuais
- 2014: Campeonato Sul-Americano Sub-21 – 2o Melhor Central
- 2020-21:Superliga Espanhola – Maior Bloqueador
- 2021-22:Taça de Portugal – Maior Bloqueador